# Pseudopodoces
Pseudopodoces is een monotypisch geslacht van zangvogels uit de familie Paridae (mezen). De wetenschappelijke naam van het geslacht is voor het eerst geldig gepubliceerd in 1902 door Zarudny en Loudon.

## Soorten
De enige soort in dit geslacht:
- Pseudopodoces humilis – Holenmees